# Cant de Ramon
El Cant de Ramon és una obra autobiogràfica escrita per Ramon Llull a Mallorca amb gairebé setanta anys, al 1300. Es tracta d'una autobiografia escrita en vers que sol·licita al lector que s'uneixi a la causa de Llull envers Déu, on també confessa els seus rampells envers el misticisme, els seus neguits i les seves decepcions.

## Estructura i contingut
Consta de 14 estrofes monorimes de sis versos de vuit síl·labes amb rima consonant. El poema comença amb la conversió de Ramon, i repassa els principals fets de la seva carrera, des de la fundació de Miramar fins a la redacció de l'Art. El jo líric es queixa del poc èxit de la seva empresa i es queixa del poc suport que té la seva missió dels seus contemporanis, pels quals és ignorat i demana a Déu que el protegeixi i que li concedeixi «companyons coneixents» que l'ajudin a portar endavant el seu projecte.
En aquest fragment de l'última estrofa, en el quart vers s'hi pot observar com li demana a Déu els «companyons conexens» que l'ajudin:
| « | Man Deus als cels e'ls elements, plantes e totes res vivents que no·m fassen mal ni tormens. Do·m Deus companyons conexens, devots, leials, humils, tements, a procurar sos honraments. | » |